# Tiatira
Tiatira (em grego: Θυάτειρα; romaniz.: Tiáteira) foi uma antiga cidade localizada na Lídia, sobre a qual está edificada a atual cidade turca de Akhisar (Aquisar) .

## História
Foi um importante centro comercial da Ásia Menor, na fronteira entre a Lídia e a Mísia. Antes de ser refundada como um posto militar por Seleuco I Nicátor, um dos generais de Alexandre, o Grande, em 280 a.C., chamava-se Pelópia. Foi destruída por um grande sismo durante o reino de Augusto (r. 27 a.C.–14 d.C.), mas foi reconstruída com a ajuda do Império Romano. A cidade em si dava a impressão de “fraca tornada forte”.
Na Antiguidade, a cidade era conhecida pelas suas muitas guildas comerciais. Para poder trabalhar no comércio era necessário que o cidadão pertencesse a alguma delas, sendo muito comum que os seus membros participassem de festas dedicadas às divindades pagãs. Era famosa pelo seu comércio e pela sua produção de têxteis, incluindo o índigo.

## Contexto bíblico
Segundo os Atos dos Apóstolos, uma das comerciantes de roupas da cidade era uma mulher chamada Lídia, que conduzia negócios em lugares distantes como Filipos (Atos 16:14). Mas ela é mais famosa por ser citada no Livro do Apocalipse (Apocalipse 1 e Apocalipse 2) como uma das sete igrejas da Ásia..

## Arqueologia
O sítio da antiga Tiatira é totalmente coberto pela moderna cidade de Akhisar. Uma escavação realizada no centro da cidade descobriu uma rua com colunas de 100 metros de comprimento que levava a uma entrada monumental e a uma grande basílica cívica (40 m × 10 m), provavelmente do século V ou VI. Um pequeno museu arqueológico fica adjacente ao local.